# Смилли, Джордж Генри
Джордж Генри Смилли (англ. George Henry Smillie; 1840—1921) — американский художник.

## Биография
Родился 29 декабря 1840 года в Нью-Йорке. Его отец — Джеймс Смилли (James Smillie, 1807—1885), шотландский гравёр, эмигрировавший в Нью-Йорк в 1829 году; в 1851 году, вместе со своим братом Уильямом Каммингом (William Cumming, 1813—1908), был избран в Национальную академию дизайна. Он был гравёром-пейзажистом и много сделал работ для печати банкнот.
Первоначально живописи Джордж учился у отца и у Джеймса Макдугала Харта. В 1882 году стал членом Национальной академии дизайна. Как и его брат — Джеймс Дэвид Смилли — писал как маслом, так и акварелью. Его любимыми сюжетами были сцены вдоль побережья Новой Англии.
В 1881 году Джордж Генри Смилли женился на Хелен Шелдон Джейкобс — художнице жанровых картин маслом и акварелью.
Умер 10 ноября 1921 года в Бронксвилле. Был похоронен на кладбище Грин-Вуд в Бруклине.
- Некоторые работы
- River Landscape with Mountain View
- Tremezzo, Lake Como
- Working on the Thames River